# Нове Життя (Криворізький район)
Нове́ Життя — село в Україні, в Криворізькому районі Дніпропетровської області. Входить до складу Гречаноподівської сільської громади. Населення — 54 мешканці.

## Населення

### Мова
Розподіл населення за рідною мовою за даними перепису 2001 року:
| Мова       | Кількість | Відсоток |
| ---------- | --------- | -------- |
| українська | 40        | 74.07%   |
| російська  | 14        | 25.93%   |
| Усього     | 54        | 100%     |

## Географія
Село Нове Життя знаходиться за 1 км від каналу Дніпро — Кривий Ріг, на відстані 1,5 км від села Олександрівка. Поруч проходять автомобільні дороги Н23 та Т 0411.

## Відомі люди
- Малишко Іван Олександрович (нар. 11 серпня 1936, Солдатське, Широківський район, Дніпропетровська область — 06. 01. 2014, Донецьк)) — український інженер-механік, доктор технічних наук, професор.

## Інтернет-посилання
- Погода в селі Нове Життя

1. ↑  Рідні мови в об'єднаних територіальних громадах України — Український центр суспільних даних